# Lankiandé
Lankiandé est une localité située dans le département de Zéguédéguin de la province du Namentenga dans la région Centre-Nord au Burkina Faso. 

## Éducation et santé
Le centre de soins le plus proche de Lankiandé est le centre de santé et de promotion sociale (CSPS) de Zéguédéguin tandis que le centre médical avec antenne chirurgicale (CMA) de la province se trouve à Boulsa.